# Carlos Bretón
Carlos Bretón (* 20. Jahrhundert), auch bekannt unter dem Spitznamen Rodillo (spanisch für Die Walze), ist ein ehemaliger mexikanischer Fußballspieler auf der Position eines Verteidigers.

## Leben
Bretón spielte bereits in der Saison 1940/41 in der offiziell noch auf Amateurbasis betriebenen mexikanischen Liga für seinen langjährigen Verein Moctezuma Orizaba, mit dem er in der Saison 1942/43 auch den erstmals unter Profibedingungen ausgetragenen Pokalwettbewerb gewann.
Wahrscheinlich stand Bretón während der gesamten 1940er-Jahre bei Moctezuma unter Vertrag und er gehörte auch zu der Mannschaft, die am 9. Juli 1950 das letzte Spiel der Vereinsgeschichte in der ersten Runde des Pokalwettbewerbs der Saison 1949/50 bestritt, das 1:4 gegen den Puebla FC verloren wurde.

## Erfolge
- Mexikanischer Pokalsieger: 1942/43[6]